# Klonownica Mała
Klonownica Mała – wieś w Polsce położona w województwie lubelskim, w powiecie bialskim, w gminie Janów Podlaski.
| SIMC    | Nazwa    | Rodzaj    |
| ------- | -------- | --------- |
| 1021725 | Posiołek | część wsi |
| 0013008 | Utkowiec | część wsi |

W latach 1954–1959 wieś należała i była siedzibą władz gromady Klonownica, po jej zniesieniu w gromadzie Janów Podlaski. W latach 1975–1998 miejscowość administracyjnie należała do województwa bialskopodlaskiego.
Wieś jest sołectwem w gminie Janów Podlaski. Według Narodowego Spisu Powszechnego z roku 2011 wieś liczyła 181 mieszkańców.
Wierni Kościoła rzymskokatolickiego należą do parafii Trójcy Świętej w Janowie Podlaskim.